# Хал (Масачусетс)
Хал (енгл. Hull) насељено је место без административног статуса у америчкој савезној држави Масачусетс.

## Демографија
По попису из 2010. године број становника је 10.293, што је 757 (-6,9%) становника мање него 2000. године.
| Група             | 2000.          | 2010.         |
| Белци             | 10.642 (96,3%) | 9.702 (94,3%) |
| Афроамериканци    | 51 (0,5%)      | 94 (0,9%)     |
| Азијати           | 98 (0,9%)      | 102 (1,0%)    |
| Хиспаноамериканци | 120 (1,1%)     | 173 (1,7%)    |
| Укупно            | 11.050         | 10.293        |